# Lennart Viitala
Lennart „Lenni“ Vilho Viitala (* 8. November 1921 in Nurmo; † 24. Februar 1966 in Vaajakoski, Landgemeinde Jyväskylä) war ein finnischer Ringer. Er wurde 1948 in London Olympiasieger im freien Stil im Fliegengewicht.

## Werdegang
Lennart Viitala begann als Jugendlicher mit dem Ringen. Er gehörte zunächst dem Sportverein Seinäjoen Sisu, einem Verein des Arbeiter-Sportverbandes TUL an. Später wechselte er zum Sportverein Vasan Toverit bzw. zum Verein Vaajakosken Terä. Er betätigte sich in beiden Stilarten (griechisch-römisch und freier stil), verzeichnete seine größten Erfolge, vor allem auf der internationalen Matte, im freien Stil. Wegen des Zweiten Weltkrieges begann seine erfolgreiche Laufbahn praktisch erst 1946, als er schon 25 Jahre alt war. In diesem Jahr wurde er erstmals finnischer Meister im Fliegengewicht und zwar im freien Stil. Im gleichen Jahr vertrat er auch sein Land bei der Europameisterschaft in Stockholm und gewann dort mit Siege3n über Adolphe Lamot, Belgien, Halit Balamir aus der Türkei und Malte Hakansson aus Schweden den Europameistertitel.
1947 rang er in Prag bei der Europameisterschaft im griechisch-römischen Stil im Fliegengewicht. Nach vier gewonnenen Kämpfen verlor er schließlich gegen Bertil Sundin aus Schweden und kam auf den 3. Platz.
Den größten Erfolg in seiner Laufbahn erzielte er 1948, als er bei den Olympischen Spielen in London im freien Stil im Fliegengewicht Hamit Balamir, Adolphe Lamot, Billy Jernigan aus den Vereinigten Staaten und Thure Johansson aus Schweden besiegte und damit die Goldmedaille gewann.
Nach diesem Erfolg gewann Lennart Viitala bei internationalen Meisterschaften keine Medaillen mehr. Bei der Europameisterschaft im freien Stil 1949 in Istanbul belegte er nach einer Niederlage gegen Ali Yücel aus der Türkei den 4. Platz. Bei der Weltmeisterschaft im griechisch-römischen Stil 1950 in Stockholm schied er im Fliegengewicht nach zwei verlorenen Kämpfen früh aus und kam nur auf den 11. Platz. Bei der Weltmeisterschaft im freien Stil 1951 in Helsinki trat er wieder im Fliegengewicht an und kam dort zunächst zu einem Sieg über Robert Petersen aus Dänemark, dann verlor er gegen Maurice Mewis aus Belgien, wobei er sich verletzte und den Wettkampf nicht mehr fortsetzen konnte. Er wurde schließlich Sechster. 
Bei internationalen Meisterschaften wurde er danach nicht mehr eingesetzt. Auf nationaler Ebene rang er aber noch weiter und erzielte dabei noch schöne Erfolge.

## Internationale Erfolge
| Jahr | Platz | Wettbewerb      | Stil | Gewichtsklasse | Ergebnisse |
| 1946 | 1.    | EM in Stockholm | F    | Fliegen        | nach Siegen über Adolphe Lamot, Belgien, Halit Balamir, Türkei und Malte Hakansson, Schweden                                                                                          |
| 1947 | 3.    | EM in Prag      | GR   | Fliegen        | nach Siegen über Josef Zeman, Tschechoslowakei, Leopold Weißinger, Österreich, Pietro Lombardi, Italien und Gyula Szilágyi, Ungarn und einer Niederlage gegen Bertil Sundin, Schweden |
| 1948 | Gold  | OS in London    | F    | Fliegen        | nach Siegen über Hamit Balamir, Adolphe Lamot, Billy Jernigan, USA und Thure Johansson, Schweden                                                                                      |
| 1949 | 4.    | EM in Istanbul  | F    | Fliegen        | nach einem Sieg über Charles Valet, Frankreich und Niederlagen gegen Bengt Johansson, Schweden und Ali Yücel, Türkei                                                                  |
| 1950 | 11.   | WM in Stockholm | GR   | Fliegen        | nach Niederlagen gegen Bengt Johansson und Edmond Faure, Frankreich |
| 1951 | 6.    | WM in Helsinki  | F    | Fliegen        | nach einem Sieg über Robert Petersen, Dänemark und einer Niederlage gegen Maurice Mewis, Belgien Aufgabe wegen Verletzung                                                             |

## Finnische Meisterschaften
| Jahr | Platz | Stil | Gewichtsklasse | Ergebnisse                                               |
| 1946 | 1.    | F    | Fliegen        | vor Tauno Räsänen                                        |
| 1947 | 1.    | F    | Fliegen        | vor Aukusti Hakola und Kauko Kiikka                      |
| 1947 | 1.    | GR   | Fliegen        | vor Viljo Kotiranta und Urho Suvanto (TUL-Meisterschaft) |
| 1948 | 1.    | F    | Fliegen        | vor Matti Rantala und Eero Ahonen                        |
| 1949 | 1.    | F    | Fliegen        | vor Oiva Timonen und Oli Valkonen                        |
| 1949 | 2.    | GR   | Fliegen        | hinter Aukusti Hakola und vor Viljo Kotiranta            |
| 1953 | 1.    | GR   | Fliegen        | vor Kalle Oksanen und Aukusti Hakola                     |
| 1954 | 3.    | GR   | Fliegen        | hinter Reijö Nykänen und Kauko Tolvanen                  |
| 1955 | 2.    | F    | Bantam         | hinter Tauno Jaskari, vor Niila Kinnunen                 |
| 1956 | 1.    | F    | Fliegen        | vor Lauri Prusti und Aukusti Hakola                      |
| 1956 | 2.    | GR   | Fliegen        | hinter Lauri Prusti und vor Arvo Kohonen                 |

Erläuterungen
- OS = Olympische Spiele, WM = Weltmeisterschaft, EM = Europameisterschaft
- GR = griechisch-römischer Stil, F = freier Stil
- Fliegengewicht, damals bis 52 kg, Bantamgewicht bis 57 kg Körpergewicht